# Claiborne Pell

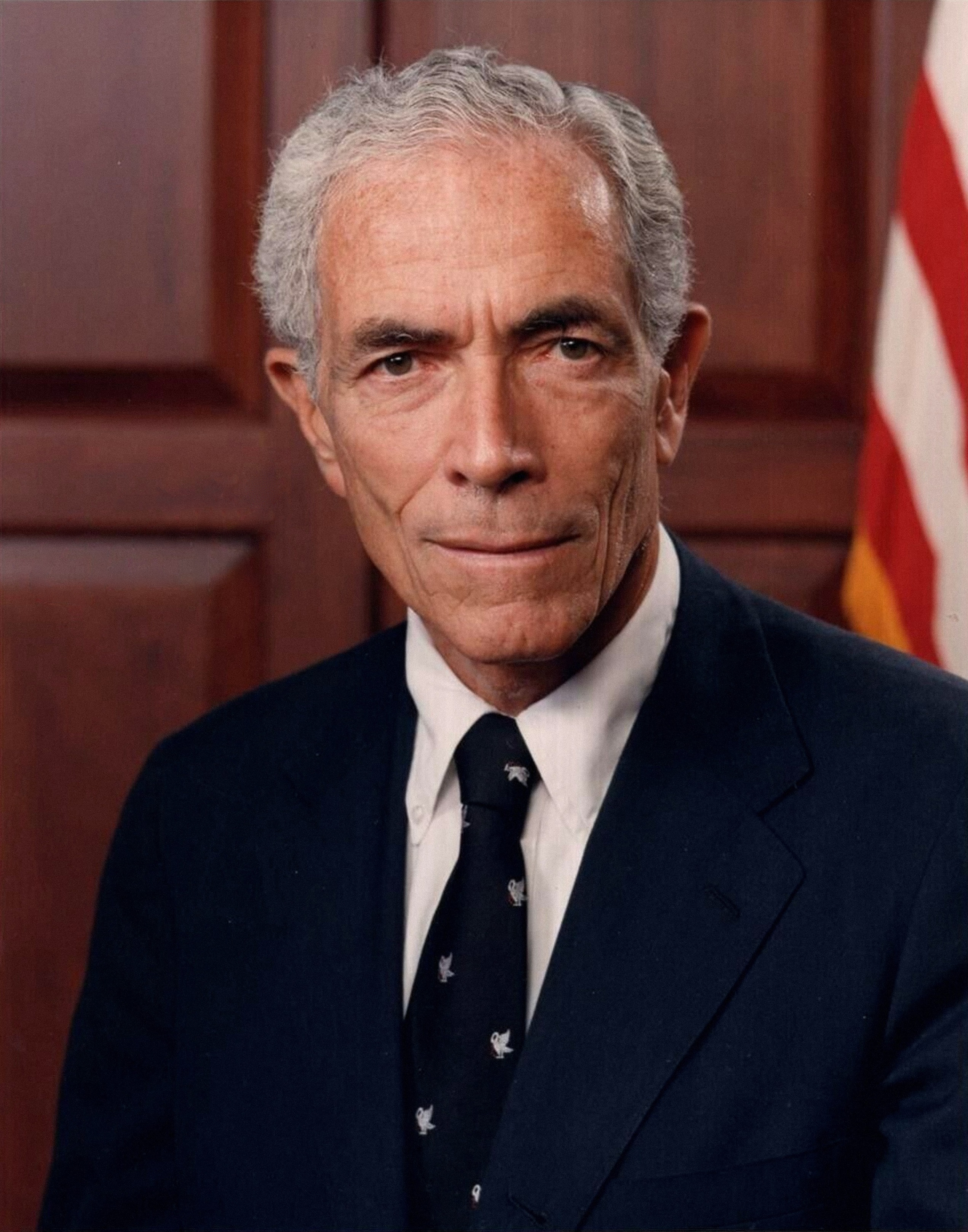
Claiborne Pell

Claiborne de Borda Pell, född 22 november 1918 i New York, död 1 januari 2009 i Newport, Rhode Island, var en amerikansk demokratisk politiker. Han representerade delstaten Rhode Island i USA:s senat 1961-1997.
Pell härstammade från en släkt som hade bott i delstaten New York sedan kolonialtiden. Han var nio år gammal då hans familj flyttade till Rhode Island. Han utexaminerades från Princeton University och avlade 1946 sin master i historia vid Columbia University. Han tjänstgjorde i USA:s kustbevakning under andra världskriget.
Efter kriget arbetade Pell som diplomat i Bratislava och i Italien. Han var sedan verksam inom investmentbankbranschen och var med om att organisera hjälp åt flyktingar efter Ungernrevolten år 1956. Senator Theodore F. Green kandiderade inte till omval i senatsvalet 1960. Pell vann valet och efterträdde sedan Green i senaten. Pell stod fackföreningsrörelsen nära och lyckades behålla arbetarklassväljarnas stöd trots att han själv hade en överklassbakgrund.
Pell var ordförande i senatens utrikesutskott 1987-1995. Han blev mest känd för studiebidragsprogrammet vid namnet Pell Grant som möjliggjorde högskolestudier för miljoner av låginkomsttagare. Pell besegrade Raoul Archambault Jr. i senatsvalet 1960, Ruth M. Briggs i senatsvalet 1966, tidigare guvernören John Chafee i senatsvalet 1972, James G. Reynolds i senatsvalet 1978, Barbara Leonard i senatsvalet 1984 och till sist kongressledamoten Claudine Schneider i senatsvalet 1990. Han meddelade 1995 att han hade bestämt sig för att inte ställa upp i senatsvalet 1996.
Pell avled på nyårsdagens morgon år 2009 hemma i Newport. Han och hustrun Nuala O'Donnell Pell hann vara gifta i 64 år. I samband med begravningsgudstjänsten måndagen den 5 januari 2009 höll senator Ted Kennedy, före detta presidenten Bill Clinton och tillträdande vicepresidenten Joe Biden sina lovtal till Pells minne i anglikankyrkan Trinity Episcopal Church i Newport. Pell gravsattes på Saint Columba's Chapel Cemetery i Middletown, Rhode Island.